# Campos (Vieira do Minho)
Campos era una freguesia portuguesa del municipio de Vieira do Minho, distrito de Braga.

## Historia
Campos perteneció al concelho de Ruivães hasta su extinción en 1853, integrándose desde entonces en el de Vieira do Minho. Freguesia eminente rural, afectada por un intenso proceso de despoblación (tenía 805 habitantes en 1950), Campos fue suprimida el 28 de enero de 2013, en aplicación de una resolución de la Asamblea de la República portuguesa promulgada el 16 de enero de 2013 al unirse con la freguesia de Ruivães, formando la nueva freguesia de Ruivães e Campos.

## Organización territorial
Formaba parte de la freguesia los núcleos de población de Campos, Cambedo y Lamalonga.

## Patrimonio
En el patrimonio histórico-artístico de la antigua freguesia pueden citarse la iglesia matriz, los dos hornos comunitarios (Fornos do Povo), el crucero y el llamado puente romano.